# Relax (Duitse band)
Relax is een Duitse rockband.

## Oprichting
De band werd geformeerd in 1981/1982. Even van tevoren hadden Peter Volkmann (drums), Klaus Scheldt (basgitaar), Dieter Klier (keyboard) en Peter Näder (gitaar, zang) de band SPY geformeerd, die rockmuziek met Engelse teksten speelden. Nadat frontman Peter Näder de groep in 1981 had verlaten, veranderde ook de muziekstijl.

## Carrière
Relax nam zonder Peter Näder, maar met Peter Volkmann als zanger, de single Radio Hör'n op. Daarbij handelde het zich om een Beierse dialectrock. Direct na het eerste optreden kreeg het trio versterking van Claus Mathias (gitaar) en Ernst 'Örnie' Singerl (drums) en namen nummers in dezelfde stijl op als Radio Hörn. De eerste grote successen werden Weil i di mog en Marie. In 1983 ging de band op een grote tournee door Duitsland bij het Levi's Rock Festival 83 met Hubert Kah, Markus en Nena.
In 1984 nam de band met zangeres Cosi (alias Ingrid Häfner) deel aan de voorronden van het Eurovisiesongfestival met het nummer Oh, i woaß net (ob das guat geht) en scoorde een 9e plaats. In hetzelfde jaar begon ook de eerste herbezetting van de band. Dieter Klier verliet de band en werd vervangen door Felix Weber (keyboard). In 1985 had de band met het nummer A weißes Blatt'l Papier hun grootste succes in Oostenrijk en Zuid-Duitsland.
Na een creatieve pauze na het album Ich schenk dir mein Herz (1986) voltrok zich de grootste herbezetting van de band. Peter Näder voegde zich weer bij de band en Matthias Schmitt verving Felix Weber aan het keyboard. Klaus Scheld woont sindsdien met gezondheidsklachten op Mallorca en Felix Weber woont sinds 2000 in de Verenigde Staten, waar hij een eigen muziekstudio heeft. Claus Mathias hield zich nu alleen nog bezig met componeren en trad nu en dan op als gastmuzikant bij Relax, omdat hij eveneens als songwriter en producent werkte voor andere artiesten.
In maart 1992 trad Relax op bij de voorronden van het Eurovisiesongfestival (Ein Lied für Malmö). Hun song Blue farewell river kreeg van de elfkoppige jury echter geen punten en bezette in de eindberekening de 4e plaats. In 1993 verscheen het album Ganz relaxed met de single I hob di so gern. De band was in de tussentijd getransformeerd naar een trio, omdat Ernst 'Örnie' Singerl de band had verlaten. Ook hun muziekstijl ontwikkelde zich steeds meer naar de populaire schlager. In 1996 ging Relax definitief uit elkaar.
In 2006, ter gelegenheid van het 25-jarig jubileum, publiceerde de toenmalige Relax-gitarist Claus Mathias, ook auteur en componist van enkele Relax-succesnummers, met een nieuwe bezetting  het album Lebensg'fühl, dat alle grote Relax-hits als nieuwe producties bevat. De nieuwe formatie, die bestond uit Claus Mathias (zang en gitaar), Jimmy Kresic (keyboards), Werner Groisz (drums) en Jekko Sjtepanovic (basgitaar), kon echter niet evenaren aan de vroegere successen en werd een jaar later weer ontbonden. In 2009 trad Peter Volkmann na een lange pauze en met een nieuwe bezetting met het album Immer sche relaxed bleim als Relax weer in verschijning.

## Onderscheidingen
- 1985: Goldene Stimmgabel

## Discografie

### Singles
- 1981: Radio hör'n
- 1982: Weil i di mog / Koana dahoam
- 1983: Ja mei! / 86 63 90,7
- 1983: Vui zvui G'fui / Der Drache
- 1983: Marie / Dynamite Tscharlie
- 1984: Oh, i woaß net (ob des guat ist) / Cosi: Schau …
- 1984: Oh, Rosita / Spatzl, I steh’ auf di
- 1984: Ein weißes Blattl Papier / Uns geht's guat
- 1985: Du bist genau was i will / Alte Liebe rostet nicht
- 1985: Bleib heut nacht bei mir / D' Mama hat g'sagt
- 1986: Heut geh ma net hoam / … dann hast di verliebt
- 1986: Du hast mei Herz in der Hand / Tears in Your Eyes
- 1986: Amiga Quartett / Weil I di mog / Oh, I woaß net / Ein weißes Blatt'l Papier / Du I mog di so
- 1989: Der Bär groove'd (Der Berg ruft) / SOS - Junges Herz in Not
- 1990: 14 Meter / Was für a Dog
- 1990: I laß di nimmer aus / C'est la vie
- 1991: Heimweh nach Dir / Baby I mog di
- 1991: Buona Sera, setz di her'a
- 1992: Blue Farewell River / Bye bye Baby
- 1993: I hab di so gern / Nie mehr allein
- 1994: Dahoam is dahoam / In deinen Augen
- 1994: Weil Du so wie Du bist / Was ist eigentlich hier los
- 1995: Nur bei Dir
- 1995: Amore, Amore, Amore / Oh mei, oh mei
- 1995: I bin so gern bei Dir
- 1996: Hoit mi ganz fest / Nie im Leb'n
- 1996: Immerno in di verknoit
- 1997: I schaug Dei Buid'l o / Bleib no' a bisserl bei mir
- 2006: 1000 Küsse
- 2010: Du bist schuld daran
- 2012: A Busserl (Möcht I nur von Dir)
- 2013: Ho! Ho! Ho!

### Studioalbums
- 1982: Relaxed samma
- 1983: Vui zvui G'fui
- 1984: Herbie auf Hawaii
- 1986: Ich schenk Dir mein Herz
- 1989: C'est la vie (so is es Leb'n)
- 1991: Du oder koane
- 1993: Ganz Relaxed
- 1995: Nur bei Dir
- 1996: Immerno' in di verknoit
- 2010: Immer sche relaxed bleim
- 2015: Nur dei Herzklopf'n hör'n

### Compilaties
- 1985: Du bist genau was I will
- 1985: Du I mog di - 10 bayrische Love Songs
- 1987: Du I mog di
- 1987: Star Festival
- 1990: Golden Stars
- 1996: I hab di so gern
- 1998: Best of Relax
- 1999: Weil I di mog - S'Beste
- 2006: Lebensg'fuehl
- 2006: Das Beste vom Besten
- 2017: My Star